# 日産・バネット
バネット（VANETTE）は、日産自動車から発売されていたフルキャブオーバータイプの自動車。商用車のライトバンのほか、トラックやワゴン（ミニバン）モデルの「コーチ」なども設定されていた。

## 歴史（自社生産時代）

### 初代 C120型（1978年-1988年）

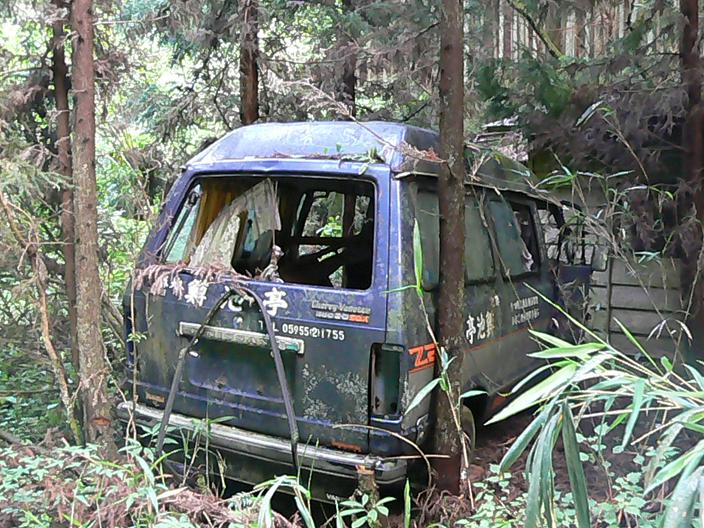
チェリーバネット(リヤ)

台湾の裕隆汽車においては寶馬（Bobby）の名でバンとトラックがライセンス生産されていた。
1978年11月16日
「サニーバネット/チェリーバネット」を発表。「サニーキャブ/チェリーキャブ」の後継車種として登場し、ボディタイプは従来どおりバン・トラックとバンベースの乗用モデル、コーチ。バンにはハイルーフ仕様、トラックには750kg積標準車と同スーパーロー（低平床）仕様、850kg積ロングボディ車を設定。デビュー当時のグレード構成は下から「CT（コーチの標準ルーフ4ドア仕様のみ）」、「DX」、「GL（トラックには未設定）」。エンジンはA12型（1,200cc）とA14型（1,400cc、バンを除く）。コーチにはバックドア非常用開扉装置をクラス初採用した。サニーバネットは左右のヘッドランプベゼルを車名ロゴ入りのバーで繋ぎBピラーにサニーの「S」マークステッカーを、チェリーバネットはフロントマスク中央に角型の「NISSAN」バッジを配置し、フロントドアに「Cherry」エンブレムを付けることで外観の差別化を図った。
1979年7月24日
マイナーチェンジで車種を大幅追加。トラックには600kg積スーパーローおよび850kg積長車スーパーロー、バンにはA14型エンジンを搭載した600kg積標準尺車および750kgロングボディ車、コーチにはハイルーフ車とロングボディに4列シート・10人乗り版が設定された。この他、一部グレードにはリヤクーラーがオプション設定される。また、1,400ccのバン・コーチに丸型4灯ヘッドランプを採用した（トラックと1,200cc車は丸型2灯を継続）。コーチGLにはAT車、リヤウィンドウワイパー、トリップメーター、3本スポークステアリングホイールを採用した。コーチにはモノリス触媒が採用されたほか、バン・トラックは昭和54年度騒音規制および同年度排出ガス規制適合で基本型式がC121型に変更。
1980年3月26日
日産店（ブルーバード販売会社）向けの「ダットサンバネット」が追加され、3姉妹となる。「ダットサンバネット」にはトラックは設定されず、バン・コーチのいずれもA14型エンジンのみを採用し、フロントパネル中央の横長の「NISSAN」エンブレム、ドアウインドウ下の黒色ストライプ、グレー系の内装色（サニー/チェリーバネットはブラウン系）等が特徴となっている。
1980年6月25日
マイナーチェンジでコーチのエンジンがA14からA15型（1,500cc）に変更。同時に本格的な乗用モデルとなる「コーチSGL」「コーチSGLサンルーフ」が追加される。「コーチSGL」は他のグレードとの差別化を図るため、角型4灯ヘッドランプが装備された。この意匠も、チェリーバネットはシルバー、サニーバネットはブラック、ダットサンバネットはクロムメッキと差別化されている。リヤシート2列はヘッドレストを埋め込んだ形とし、補助席を他のシートと同じサイズとすることにより、補助席を含めフルフラットが可能となっている。また、サードシートはコンパクトではないものの一体で山型に収納が可能であった。「コーチSGLサンルーフ」は手動サンルーフが定番だった当時の他車に先駆け、屋内収納式の電動サンルーフを装備した。回転対座シートの採用も「コーチSGL」が初となった(補助席は回転しない)。SGLにはスライドドアとバックドアの集中ドアロックが装備される。この時期から、発表資料ではバン・トラックとコーチの主要諸元表が分けて掲載されるようになる。
1981年6月17日
ディーゼルエンジンのLD20型を追加。LD20型はそれまでキャラバンとセドリック/グロリアに使われていたSD20型およびSD22型の代替機種であり、それまでのSD型エンジンに比べ性能向上が図られた。同時にZ20型を搭載するスポーティグレード「SGX」も追加され、LD20型・Z20型を搭載したモデルにはフロアシフトが設定された。
SGXのキャッチコピーは「ワンボックスGT」。
1982年9月16日
上級派生車種として「バネットラルゴ」が登場。ベースモデルのバネットに対し車幅を90mm拡大し、エンジンはZ20型・LD20型・LD20T型の3機種を搭載した。
1982年10月8日
コーチをマイナーチェンジ。廉価グレード「コーチFL」やバンの前席2人/3人乗り仕様が追加される。それまで助手席の足元に設置されていたクーラーがエアコンに昇格し、空調操作パネルがそれまでのもの（吹き出し口と外気導入切り替えが同じレバーで、温度調整レバーを手前に引くとファンスイッチとなる）からエアミックスタイプに変更された。
同時期に、バネットのフロントマスク、インパネ・空調もラルゴと同様のものに変更される（全幅の差異は中央部で調整される）。また、「CT」は4輪ドラムブレーキからフロントディスクブレーキに変更された。
後期型ではヘッドランプの周囲と車名の書体が各車で統一された。フロントのガーニッシュに車名が書かれているが、サニーバネットは銀地に黒文字、ダットサンバネットは黒地に銀文字、チェリーバネットは黒地にオレンジ文字を採用する。また、サニーバネットとチェリーバネットではフロントドアの横にエンブレムが付いていたが、ダットサンバネットではエンブレムがなく、初期型のイメージを継承した。さらにトラックでは、ヘッドランプがガーニッシュの上に干渉するため、「NISSAN」と書かれたステッカーがガーニッシュの上に貼られている。
1983年10月3日
DX-A仕様車追加。2000cc車の廉価グレードで、バン・トラックに設定された。
1984年6月22日
ガラスサンルーフ仕様の「パノラマルーフ」を追加。チルトアップ式（前）・スライド式（後）のサンルーフが繋がっており、前が上がり切ってから後ろがスライドするタイプを世界初採用した。パノラマルーフ車はシート地の変更と前後可動式ヘッドレスト（フロントシート）が追加される。また、コーチの標準尺車に6人乗りの下位グレード、SCが追加された。
1985年9月18日
トラックおよびバネットラルゴバン一部改良。昭和59年騒音規制に対応するためガソリン車は4速MT車のほとんどを廃止し5速MT車を新設しエアクリーナーを大型化。ディーゼル車はメインマフラーを大型化しサイドカバー（トラックのみ）とエンジンロアカバーを新設。
1985年9月
ラルゴを除いたコーチ・バンの生産を終了。
1986年5月
バネットラルゴ生産終了。
1986年7月1日
ダットサンバネットトラック発売。
1986年11月
一部改良。駐車灯が廃止される。車名をバネットに統一。
1988年11月
トラック生産終了。

### 2代目 C22型（1985年-1994年）
1985年9月
バネットコーチ及びバネットバンがモデルチェンジ。トラックは先代が継続生産された。搭載するエンジンはCA20型（1,973cc）・A15型（1,487cc）・LD20型（1,952cc）の3機種。ATは3速のままキャリーオーバーされた。
3車種の相違点の1つはヘッドランプ周りにあり、ダットサンバネットはヘッドランプの枠がシルバーで左右のヘッドランプを「DATSUN」の文字が入るガーニッシュでつないでいる。サニーバネットはヘッドランプの枠がシルバー、チェリーバネットはヘッドランプの枠が黒となっている。
1986年11月
マイナーチェンジが行われ、車名が「バネット」に統一される。ディーセルエンジンがLD20・IIに変更され、駐車灯が廃止される。
1987年5月
韓国の大宇（現: GM大宇）にてバネットトラックのライセンス生産および販売が開始。但し、こちらはオリジナルとは違ってホイールハブに5穴を採用し、エンジンも日産製ではなく、大宇で生産されていたいすゞ製のC223を搭載していた。
1988年9月
マイナーチェンジ。同時に初代のまま継続生産されていたトラックもフルモデルチェンジされる。
グレードは下から順に「SC」「GL」「SGL」「EXCEL」。「SGL EXCEL」が「EXCEL」となり、「EXCEL」にはバネット初のパワーウインドウが、「SGL」「EXCEL」には新たにストップランプ付きリアガーニッシュが装備される。「SGL-YU」（4WDのみ）、「EXCEL-YU」（4WDのみ）という、フロントガードバーやサイドステップ等を装着したモデルも存在した。バンの上級グレードには「GL」に変わり「VX」を追加。「VL」や「NICEPACK」というモデルも存在した。
また、コラムシフト車が廃止になり、全車フロアシフトへと仕様変更される。パートタイム4WD車、ディーゼルターボ「LD20TII」（Q-KUJNC22）追加。バネットラルゴにあった1800ガソリンターボ・CA18ETは設定されなかった。これによりバンはLD20、A12、A15の3機種、乗用であるコーチはA15、LD20II、LD20TII、CA20Sの4機種に。CA20Sは電子制御キャブ仕様だが、A15に変更はなく、それまで3ATのみだったのが、フルレンジ電子制御4速オートマチック「E-AT」がLD20TII搭載車とCA20S搭載車に追加された（バネット初の4AT車。他は3ATのまま）。その他にはコーチSCベースの「KAPPA」（カッパ）なるオーテックジャパン架装のモデルが追加。5人乗りで、2段ベッドが標準で付いていたいわゆるキャンパーモデルである。
1990年
「SGL」、「EXCEL」のサードシートがそれまでの前方跳ね上げ式から5:5分割の左右跳ね上げ式へ変更される。リモコン付きツインオートエアコンが設定された（それまで設定されていたツインオートエアコンも継続）。
1991年6月
コーチが「バネットセレナ」として独立モデルチェンジされる。バネットラルゴ及び商用モデルは継続生産された。バネットバンに「VX-YU」追加。
1993年5月
バネットラルゴが「ラルゴ」へモデルチェンジ。
1993年11月
ディーゼル車のNOx総量規制地域向け車追加。
1994年3月
フルモデルチェンジに伴い販売終了。自社生産のバネットは16年の歴史に幕を下ろした。「C2*」の型式はセレナ（C23～）に受け継がれている。
なお、以下の国において現地生産が行われている。
- 韓国：大宇自動車(現：韓国GM)によりデーヴブランドでトラックの生産・販売が行われていた。車名は｢バネット(바네트)｣のままである（のちに「SUPER-X」へと車名を変更）。韓国語版記事によると本車両は1.0～2.5トントラック・3～15人乗り1BOXの各仕様が用意されていており、エンジンはLD等の日産系ではなくDC23エンジン(いすゞ・C233エンジンのライセンス生産)が搭載されているとのことである。(なおもともとデーヴは70年代後半よりGMとのつながりが強く、エルフやジェミニ等のいすゞ車を現地生産していた。)
- マレーシア：タンチョン・モーター・アッセンブリーズ社によってC22バネットの生産が続けられていたが（A15のみ。日本仕様には無かったアームレストも装備されている）、2012年2月にNV200バネットが後継車種として投入され、販売を終了した。
- インド：2011年、小型商用車 (LCV) 分野への参入を目論み、日産自動車との合弁開発を締結したアショック・レイランドにより、LCV第一弾としてバネットトラックのボディパネル・コンポーネントを流用した、積載量1.25トンの小型トラック「ドスト」 (Dost) が発表された。ドストは7月22日からホスール工場で生産が開始され、9月12日に発売が開始された。

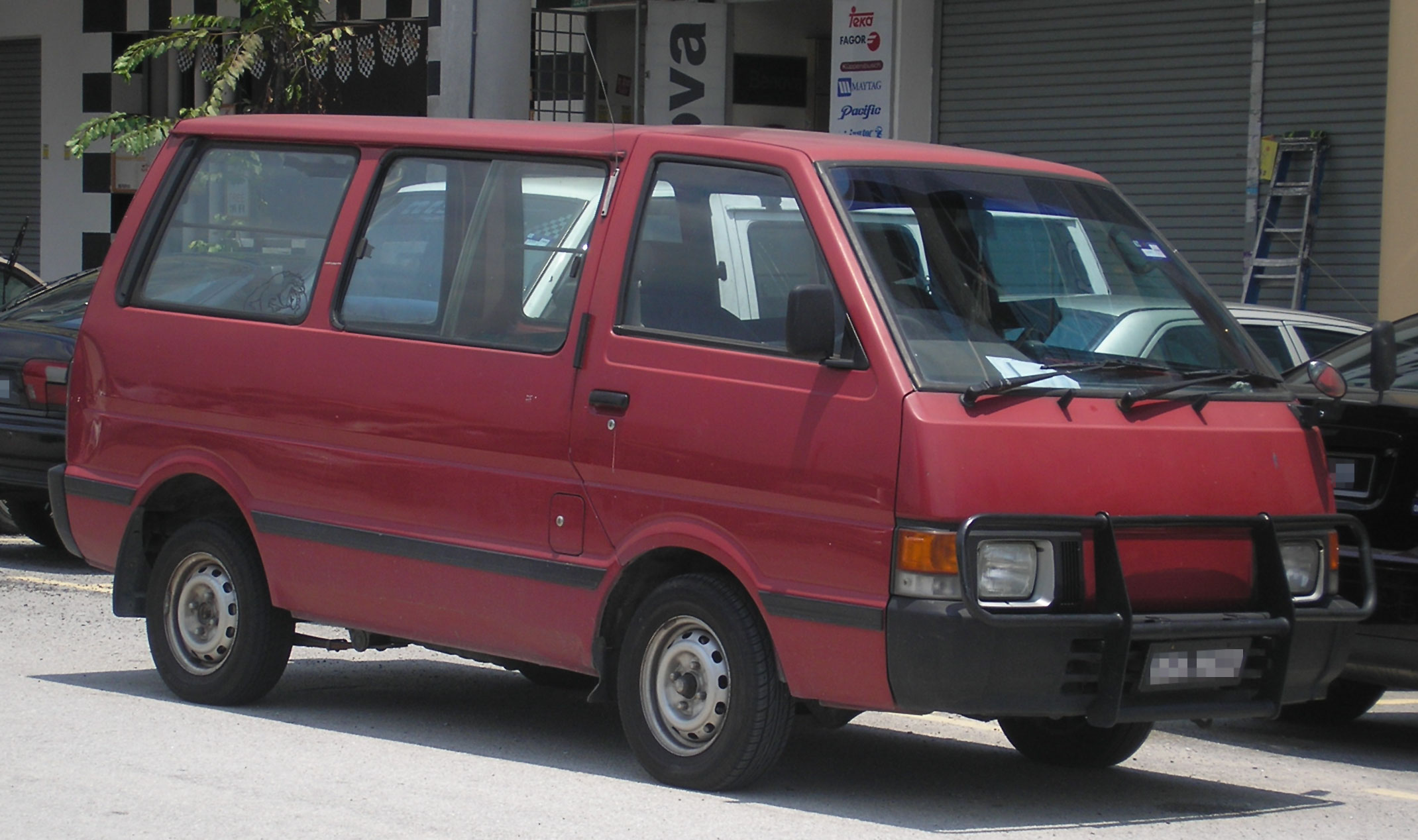
中期型（フロント）
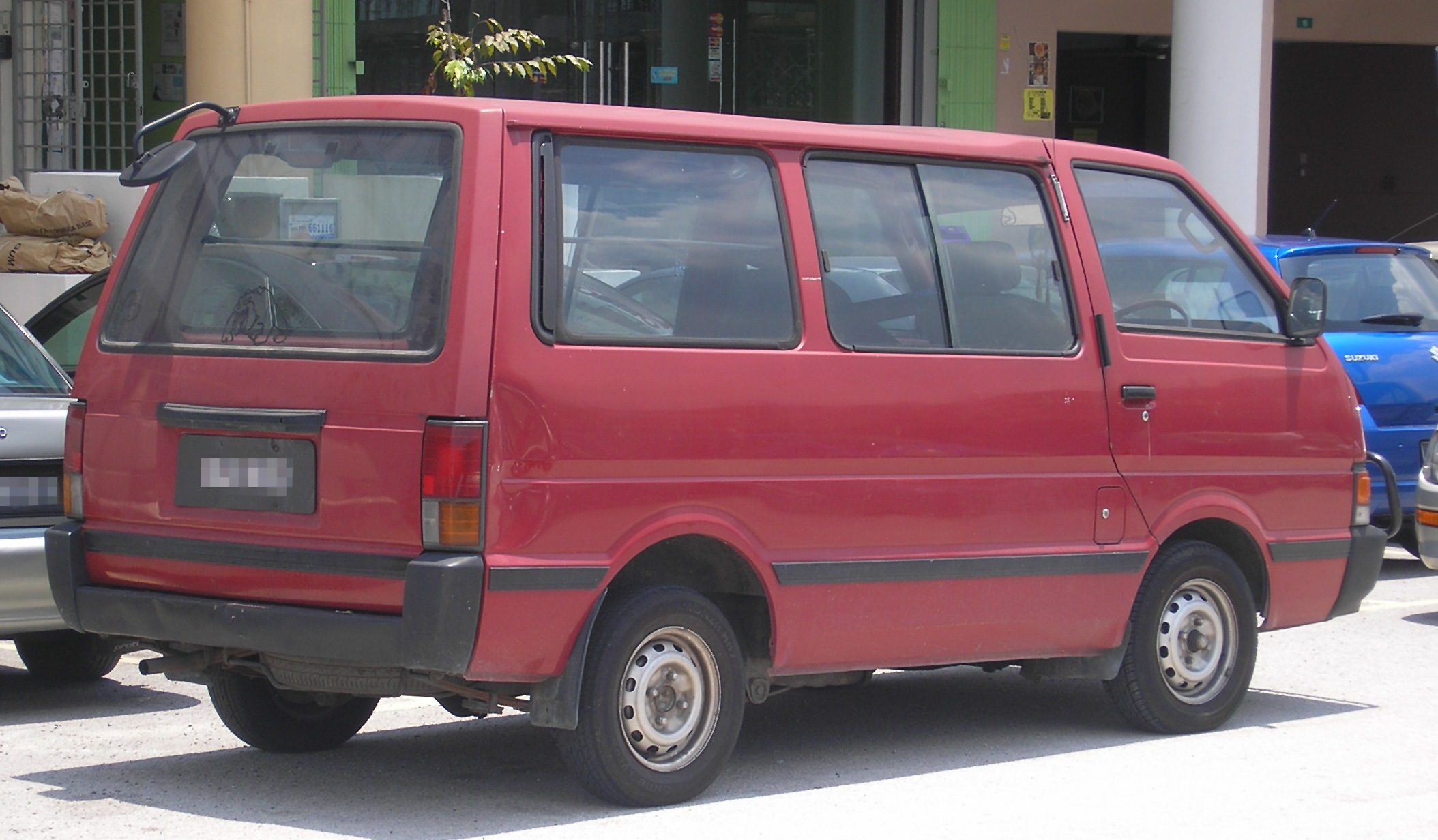
中期型（リア）
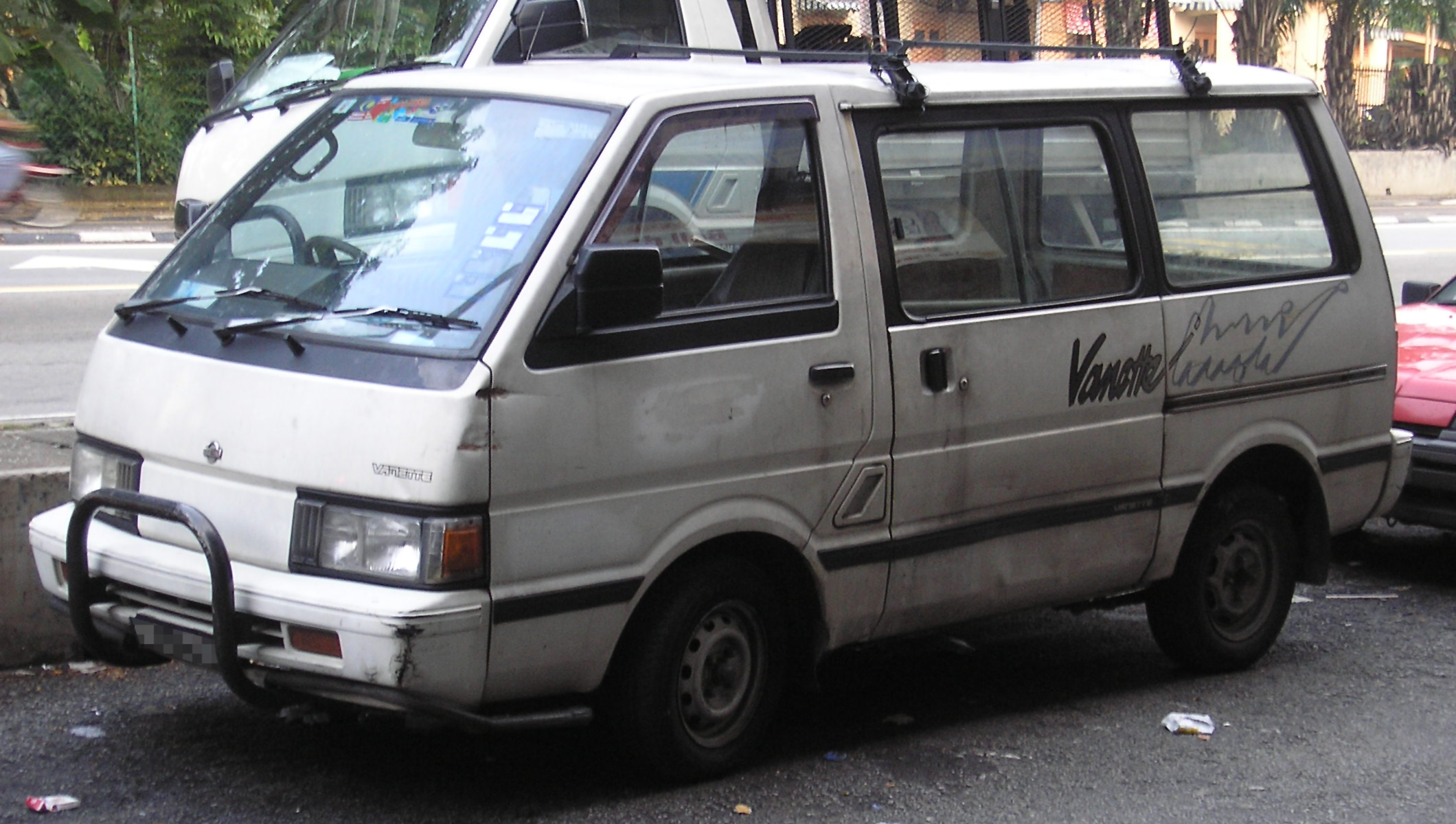
後期型（フロント）
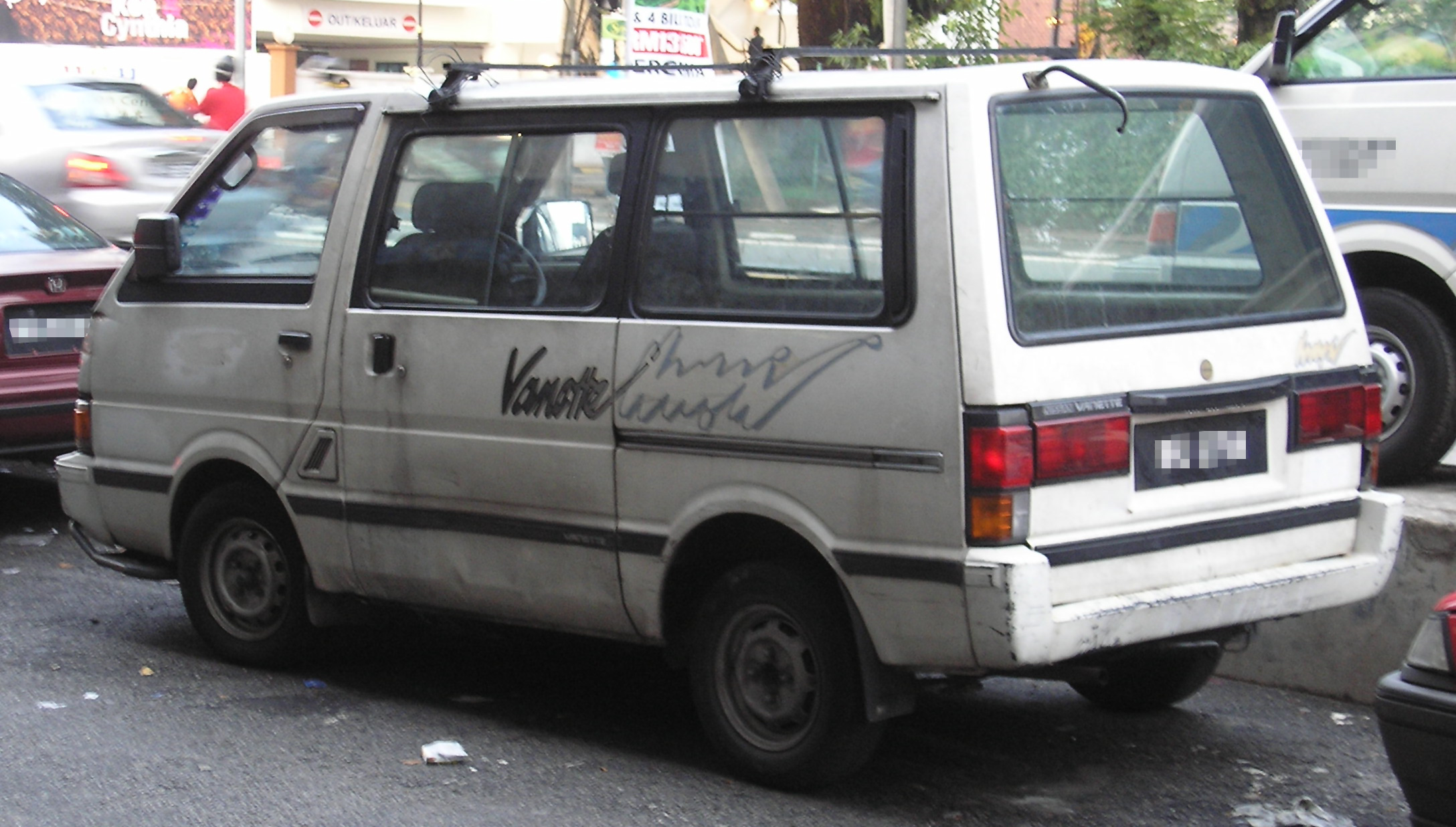
後期型（リア）

## 歴史（OEMモデル）

### 3代目 SS/SE（社内呼称S20）型（1994年-1999年）

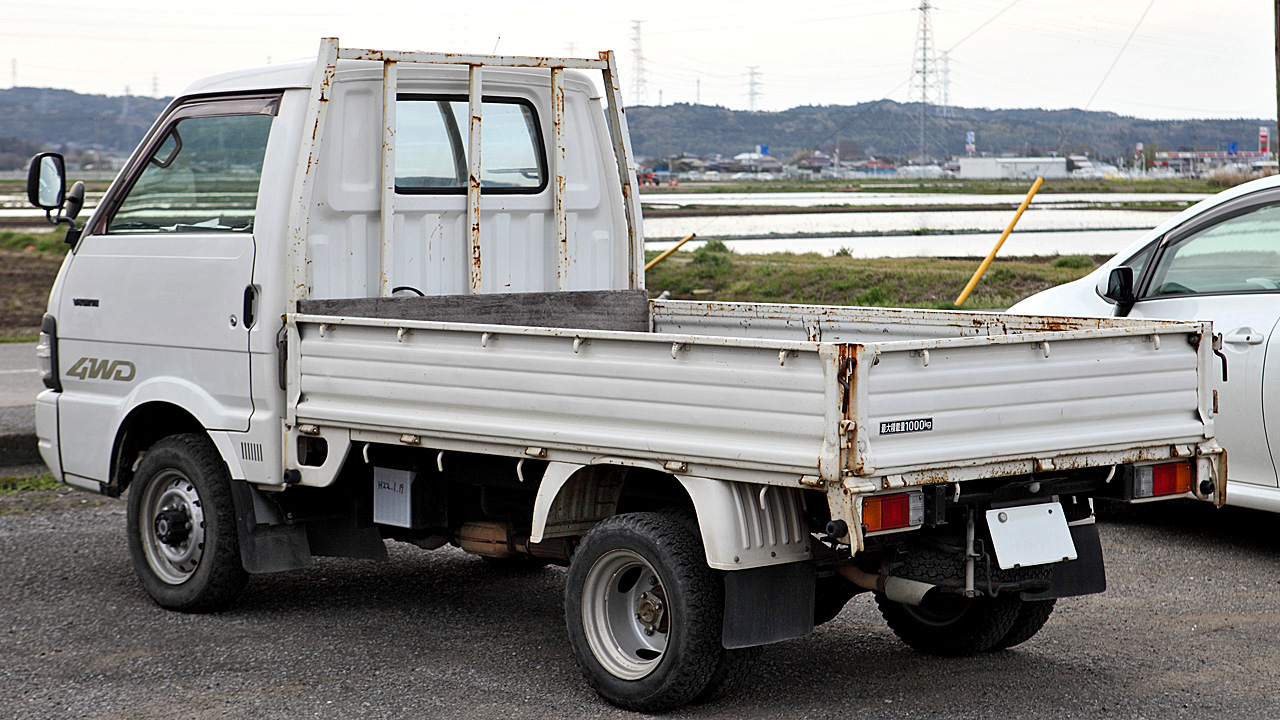
後期型 トラック（リア）
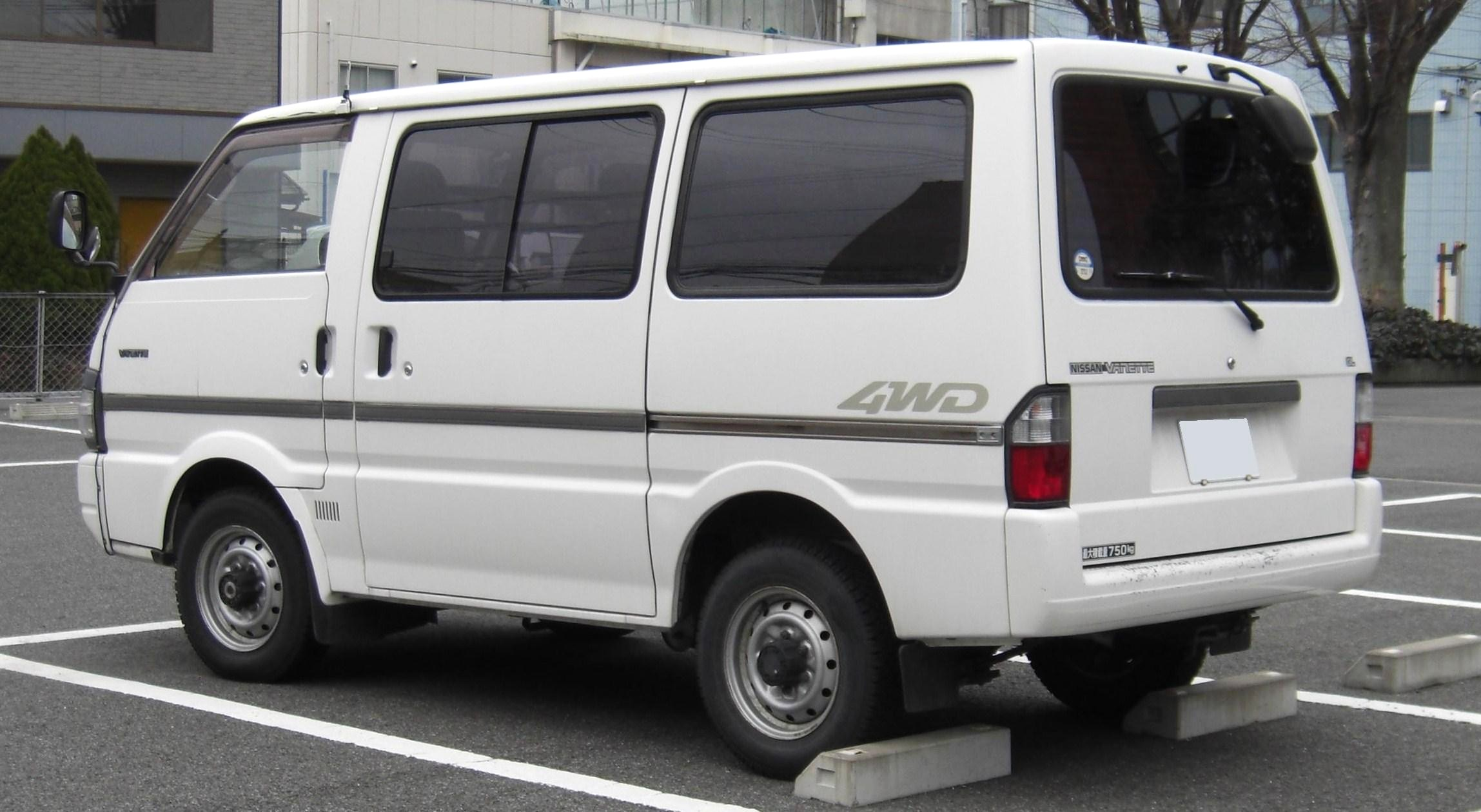
後期型 バン（リア）

1994年4月
3代目発売。マツダと相互供給に関する契約を締結した関係からマツダ・ボンゴのOEMとなる。ワゴン及びブローニイの供給はなく、バン（SS型）、トラック（SE型）のみとなる。
トラックのシングルタイヤ車は、ボンゴでは「高床」に対し、バネットでは「スーパーローシングル」となっている。
1995年8月
一部改良。2.2ディーゼル車にAT車追加。
1996年10月
マイナーチェンジ。全長が4,110-4,195mm（バン）、4,075mm（トラック）となる。VX（ボンゴのGLスーパーに相当するグレード）を追加する。2.2LのR2型ディーゼルエンジンを61psから76psにパワーアップ。
1999年5月
生産終了。在庫対応分のみの販売となる。
1999年6月
4代目とバトンタッチして販売終了。

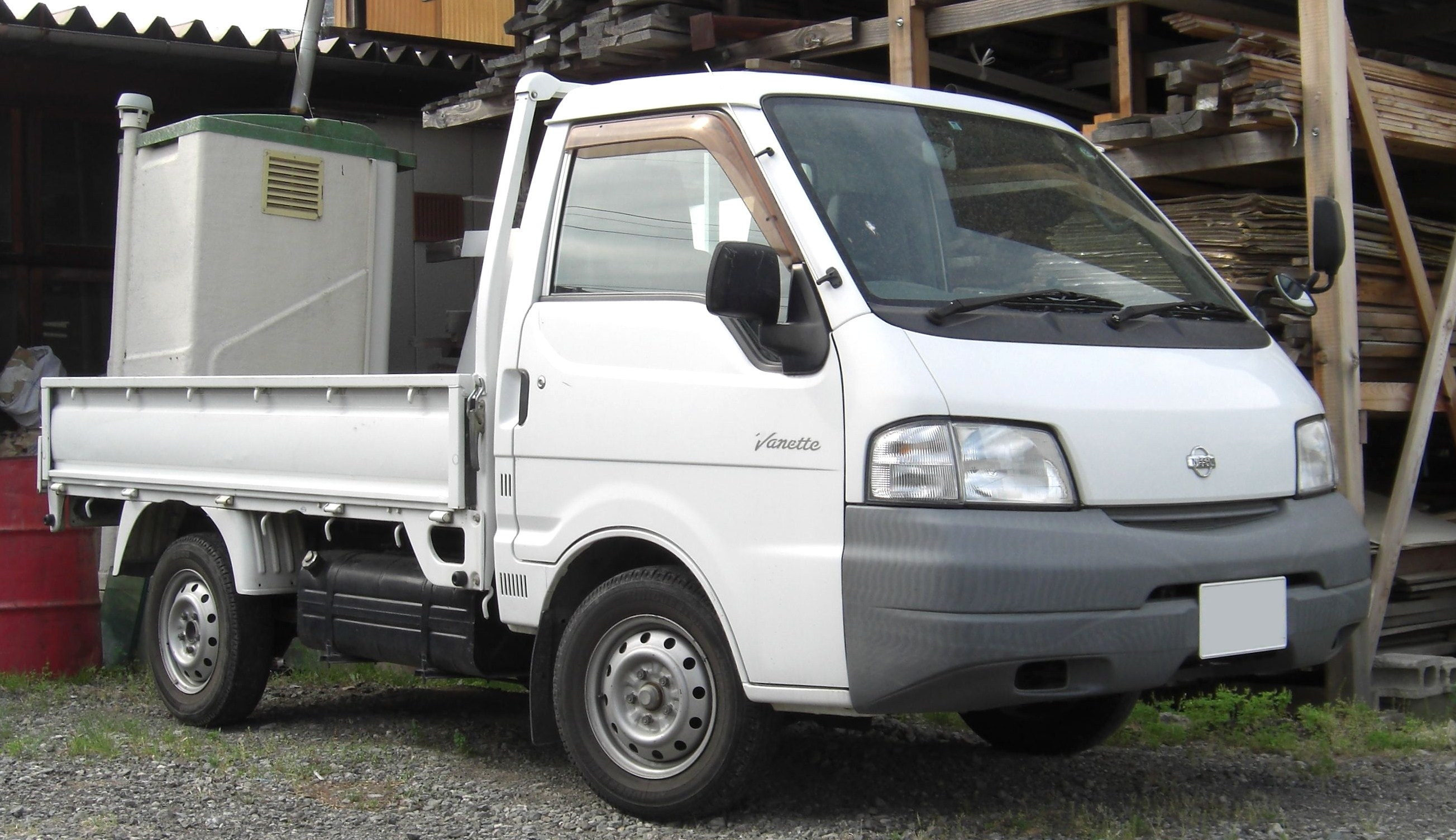
後期型 トラック（リア）
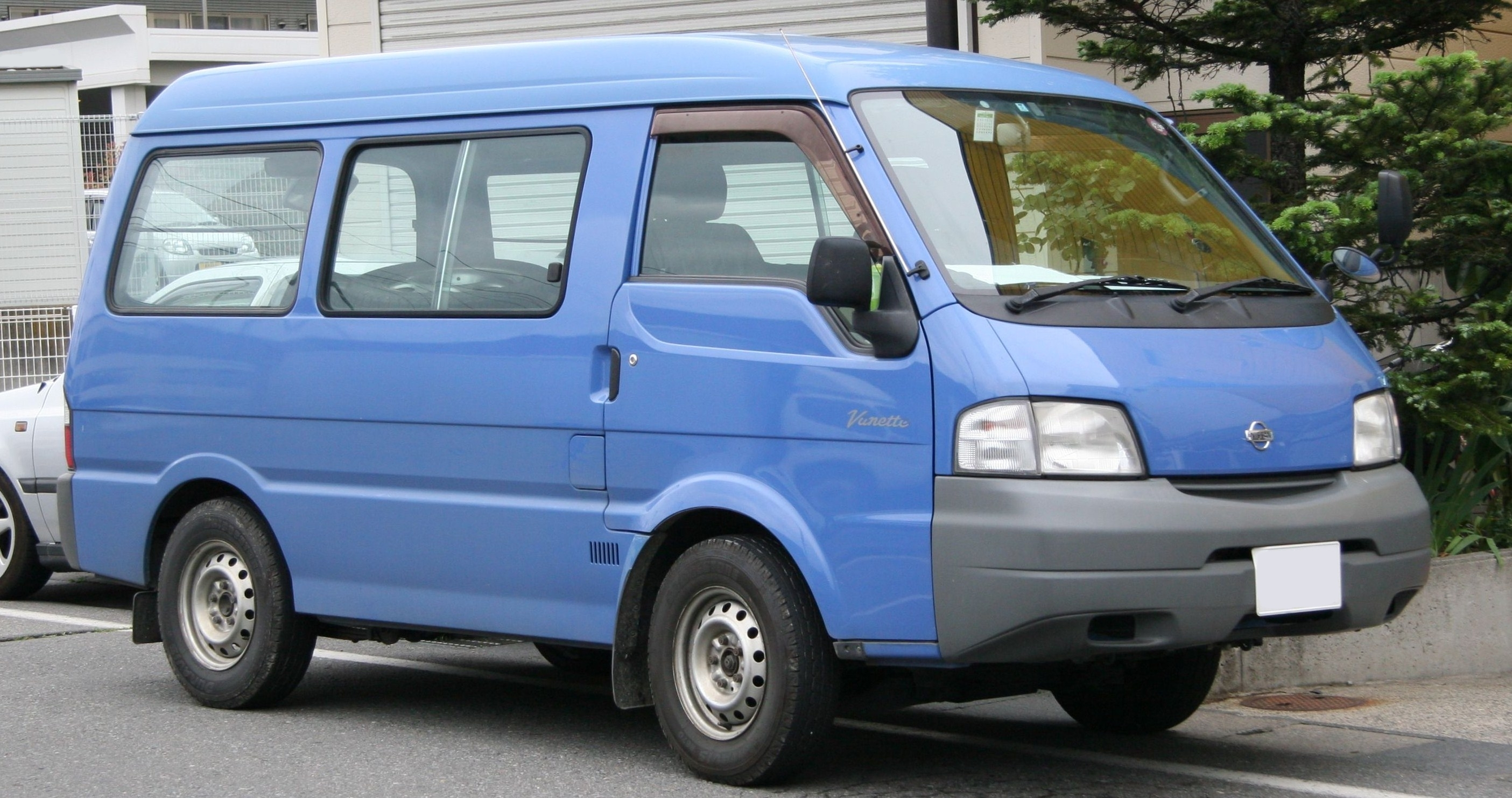
前期型バン ハイルーフ
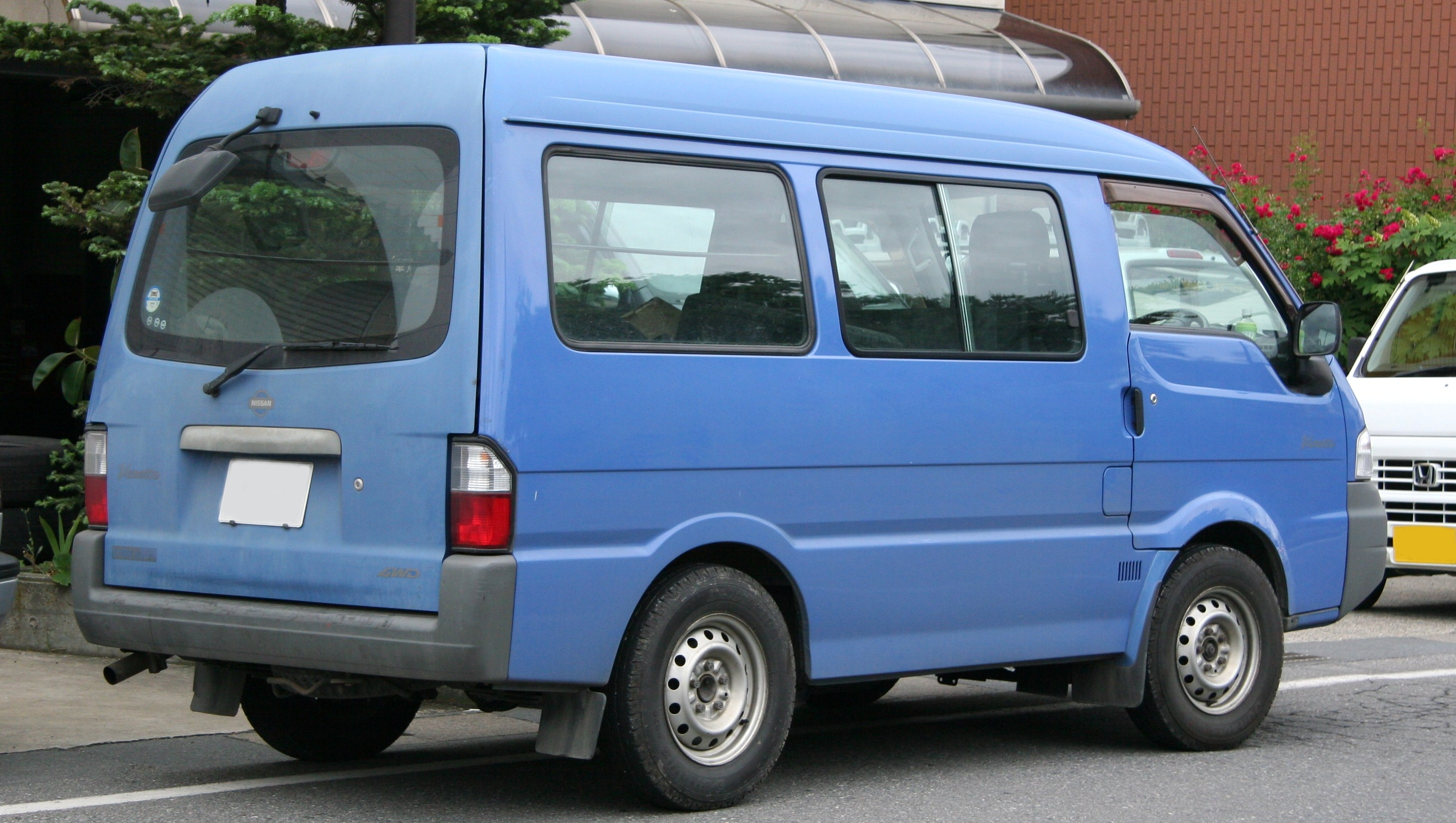
後期型 バン（リア）
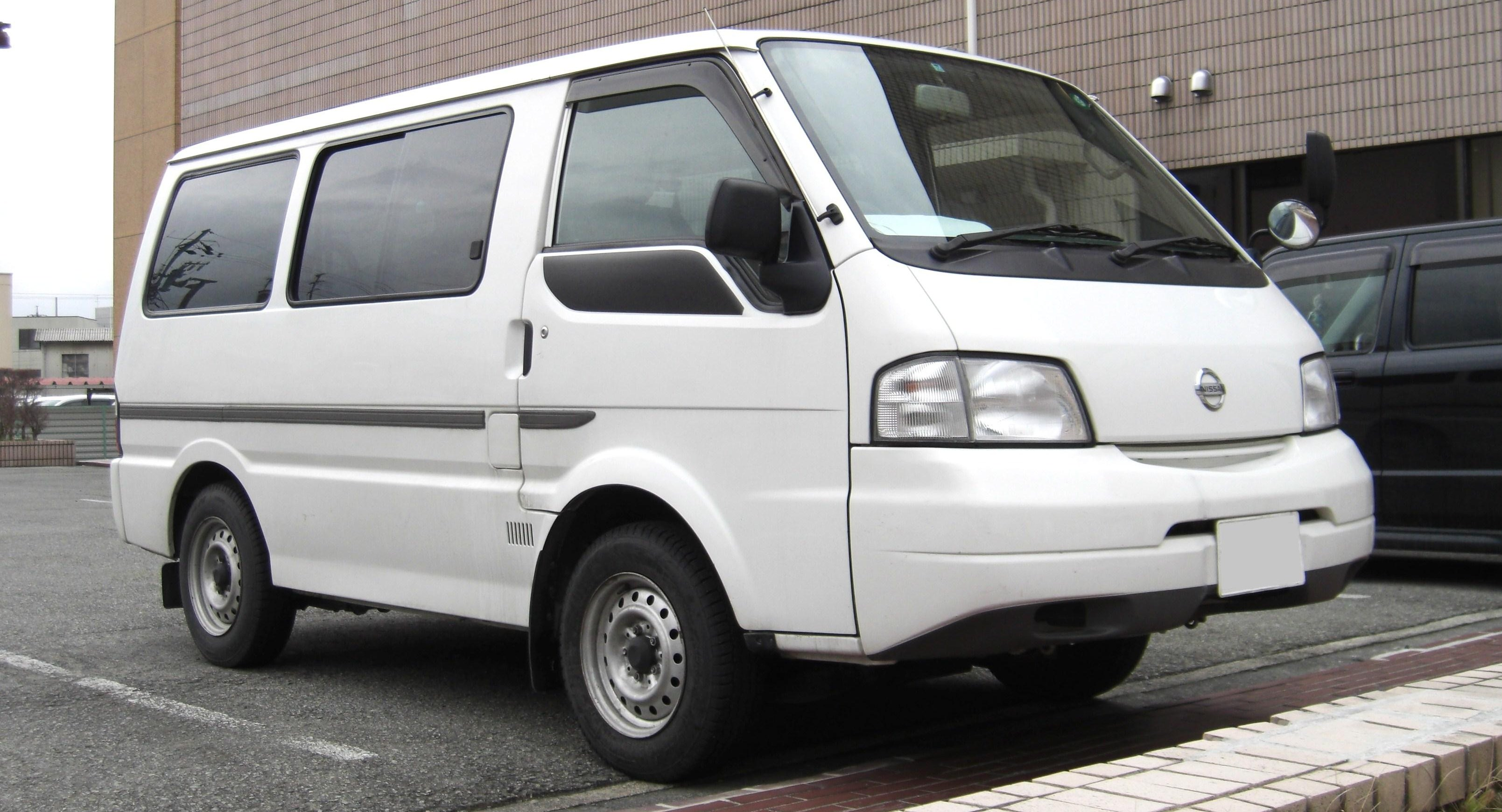
後期型バンGL
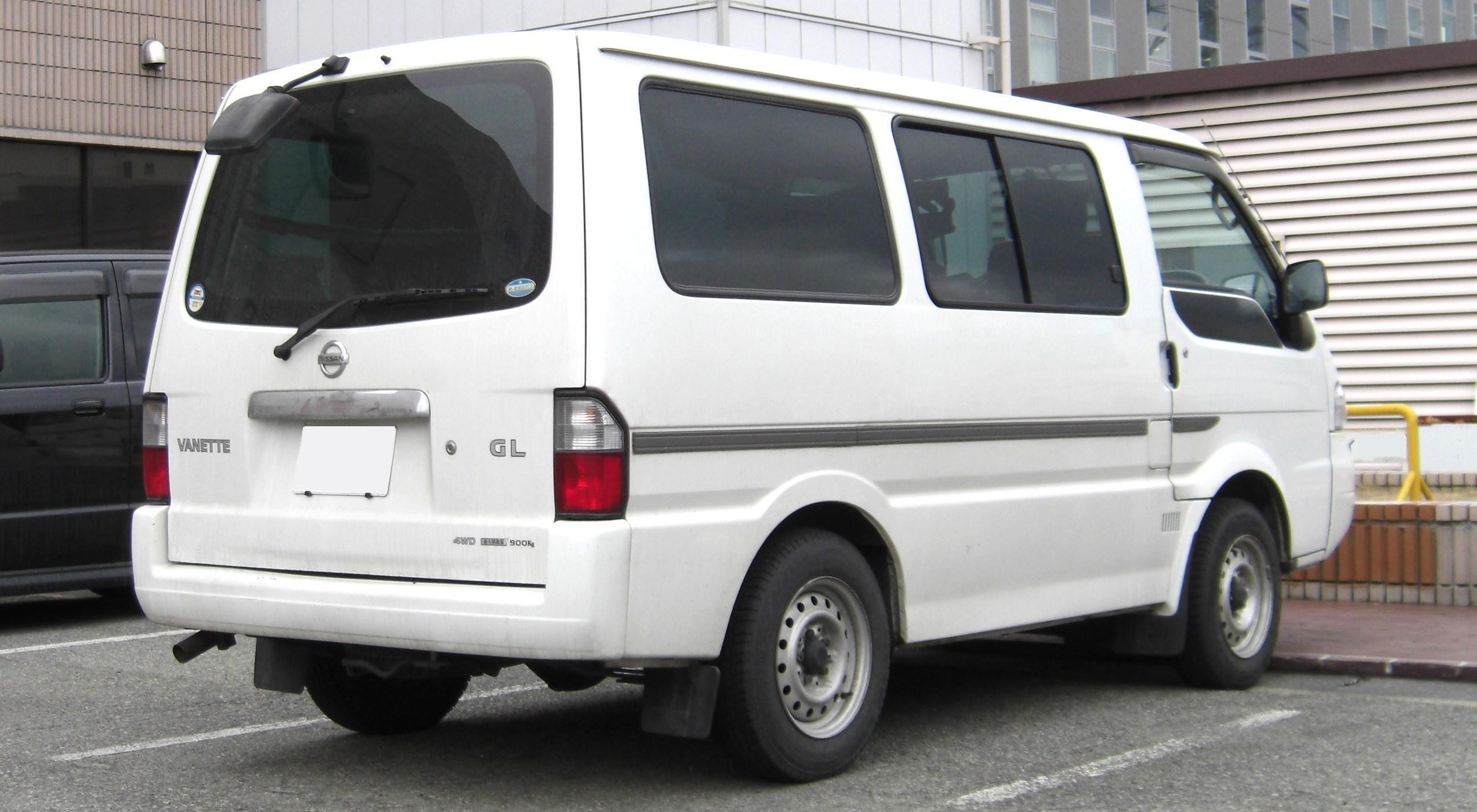
後期型バンGL リア
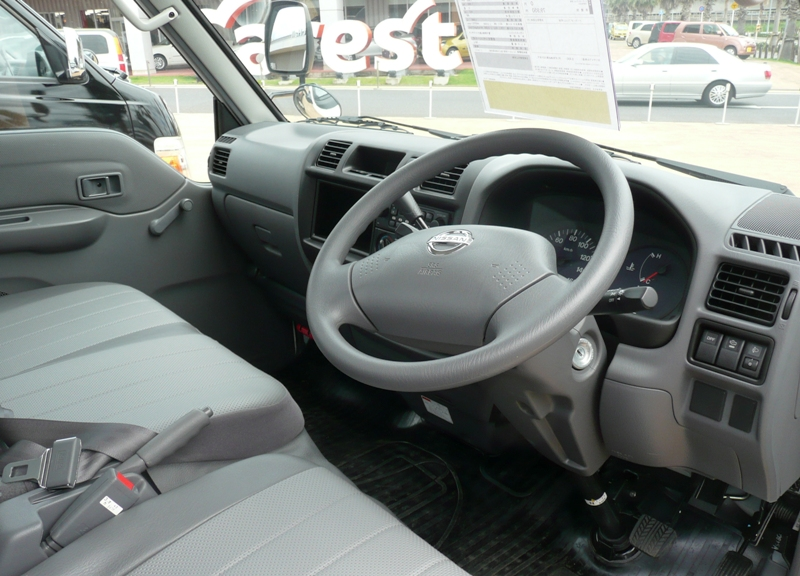
トラック 室内（後期型）

### 4代目 SK（社内呼称S21）型（バン・1999年-2017年、トラック・1999年-2016年）
1999年6月23日
フルモデルチェンジ。3代目同様マツダからのOEM。
外装については、窓枠などが変更になった程度であるが、内装については計器パネルが変更された。また、シャシフレームを延長し、鼻先を長くした。これは、衝突規制対応のためである。但しオフセット衝突には対応していない。
エンジンは、ガソリン、ディーゼルとも、電子制御タイプに変更になった。ガソリンエンジンは、それまであった1.5Lが廃止され、1.8L F8型 SOHC 3バルブエンジンとなり、76馬力から90馬力に出力が向上し、ディーゼルエンジンも、型式こそR2型 2.2L ディーゼルエンジンのままであるが、電子制御噴射ポンプ採用となり、それまでの76馬力から79馬力に出力が向上した。
先代ガソリン車は1990年代において、特殊車を除く一般的な自動車としては珍しくキャブレター車であった（チョークノブによる手動式）がこのモデル以降は電子制御式燃料噴射装置になり始動性が向上した。
また、デュアルエアバッグが設定され、ABSも選択できるようになった。
トラックには新たにロング荷台車と4WDシングルタイヤ車が追加設定された。
「CD」、「DX」、「GL」、「VX」の4グレードが展開され（トラックは「DX」と「GL」のみ）、「GL」、「VX」にはカラードバンパーが、「VX」にはメッキバー入りフロントグリル（トラック「GL」にも装備される）、専用サイドストライプ、ホイールカバーが装備される。
1999年7月
バンのディーゼル4WDモデルの販売開始。
2002年8月9日
一部改良。平成12年騒音規制に適合し、運転席エアバッグが標準装備された。
また、バンについては、廉価グレードのパワーウインドウや集中ドアロックなどを標準装備に切り替えた。
ガソリン車は平成12年基準排出ガス25%低減レベルの認定を受ける。
2003年12月16日
一部改良。新短期規制、首都圏ディーゼル車規制条例、自動車NOx・PM法に適合した2.0Lディーゼルターボエンジン (RF) 搭載車を設定し、2.2Lディーゼルエンジンを廃止。ガソリンエンジンの出力を向上したほか、シート生地の変更ほか仕様・装備を一部変更。CIが現行のものに変更され、また車名のフォントもNE-01に変更された。
2005年11月14日
一部改良。フロント側ドアにターンシグナルランプを設定し、灯火器保安基準に適合させた。また、一部装備の変更も行った。
2007年8月31日
一部改良。ディーゼルエンジンにディーゼル・パティキュレート・フィルターを採用し、新長期規制に適合させたほか、ガソリン車も排ガスのクリーン化を行い、平成17年排出ガス規制に適合させた。
2009年5月21日
バンモデルの後継車となるNV200バネットを発売。バネットバンについては1.8Lガソリンエンジン搭載の4WD車および2Lディーゼルターボエンジン搭載車のみが継続販売され、バネットバンの2WD 1.8Lガソリンエンジン搭載車は廃止された。これ以降、途絶えていた同クラスのバン車の自社生産が1994年以来15年ぶりの復活となった。
2010年8月23日
一部改良。ガソリン車のエンジンを1.8L DOHCに変更し、出力・トルクを高めて動力性能を向上すると共に、燃費も向上された一方で、平成22年排出ガス規制に適合しないディーゼルエンジン車が廃止された。さらに、大型センターコンソールボックスと助手席SRSエアバッグシステムと電動リモコンドアミラーを標準装備した。また、トラックは荷台のアオリの高さを45mmアップし、積載性を高めた。なお、一部改良に伴い、グレード体系の見直しを行った。バンは全車4WDの低床、トラックの4WDモデルは全車低床の小径リアダブルタイヤとし、これまでラインアップされていたバン上級グレードのVX、トラック4WDリアシングルタイヤ車を廃止した。
2012年6月8日
一部仕様を改良。全車でヘッドレストの高さとヘッドランプの配光を変更。併せて、バンはスライドア強度要件への対応を行い、「DX」はハイバックタイプシートをヘッドレスト分離型に変更。トラックは後部に反射器を追加した。ボディカラーはバン「GL」専用ボディカラーの入替を行い、サンライトシルバーに替わってアルミニウムメタリックを設定した。
2015年4月1日
4AT車を対象にメーカー希望小売価格の改定が行われ、一律42,120円値上げとなった。
2015年12月末
バン、トラック共にマツダからのOEM供給終了。それ以後は在庫のみの対応となる。
2016年7月30日
トラックの販売を終了、日産は国内における最大積載量1t以下の小型トラック販売から撤退することになり、同時に公式ホームページの掲載も終了した。後継車はなく、既存のF24系アトラスの1.5tシリーズに統合される。
2017年6月上旬
既存のNV200バネットに統合される形でバンの販売終了。同時に公式ホームページの掲載も終了し、無印バネットは39年の歴史に幕を閉じた。
- 前期型トラック
- 前期型バン ハイルーフ
- 前期型バン ハイルーフ リア
- 後期型バンGL
- 後期型バンGL リア
- トラック 室内（後期型）

## 名前の由来
「VAN」と「小さな、可愛い」の意の接尾語「ETTE」の合成語。